# بيتر أوبنهايمر
بيتر أوبنهايمر (بالإنجليزية: Peter Oppenheimer)‏ هو شخصية أعمال وعالم حاسوب أمريكي، ولد في 1963 في الولايات المتحدة.